# Maarouf Yussuf
Maarouf Yussuf (Lagos, 20 dicembre 1992) è un calciatore nigeriano naturalizzato burkinabé, centrocampista dell'Al-Nasiriyah.

## Carriera

### Club
Ha giocato nella prima divisione egiziana con la maglia dell'El-Shorta e, dal 2014, con quella dello Zamalek.

### Nazionale
Nel 2012 ha giocato una partita in nazionale.

## Statistiche

### Presenze e reti nei club
Statistiche aggiornate al 27 agosto 2021.
| Stagione                      | Squadra                       | Campionato                    | Campionato | Campionato | Coppe nazionali | Coppe nazionali | Coppe nazionali | Coppe continentali | Coppe continentali | Coppe continentali | Altre coppe | Altre coppe | Altre coppe | Totale | Totale |
| Stagione                      | Squadra                       | Comp                          | Pres       | Reti       | Comp            | Pres            | Reti            | Comp               | Pres               | Reti               | Comp        | Pres        | Reti        | Pres   | Reti   |
| ----------------------------- | ----------------------------- | ----------------------------- | ---------- | ---------- | --------------- | --------------- | --------------- | ------------------ | ------------------ | ------------------ | ----------- | ----------- | ----------- | ------ | ------ |
| 2018-2019                     | Al-Shorta                     | PL                            | 30         | 3          | -               | -               | -               | -                  | -                  | -                  | -           | -           | -           | 30     | 3      |
| 2019-2020                     | Al-Mokawloon                  | PL                            | 26         | 0          | CE              | 2               | 1               | -                  | -                  | -                  | -           | -           | -           | 28     | 1      |
| 2020-2021                     | National Bank of Egypt        | PL                            | 30         | 0          | CE              | 1               | 0               | -                  | -                  | -                  | -           | -           | -           | 31     | 0      |
| 2021-2022                     | National Bank of Egypt        | PL                            | 0          | 0          | CE              | 0               | 0               | -                  | -                  | -                  | -           | -           | -           | 0      | 0      |
| Totale National Bank of Egypt | Totale National Bank of Egypt | Totale National Bank of Egypt | 30         | 0          |                 | 1               | 0               |                    | -                  | -                  |             | -           | -           | 31     | 0      |
| Totale carriera               | Totale carriera               | Totale carriera               | 86         | 3          |                 | 3               | 1               |                    | -                  | -                  |             | -           | -           | 89     | 4      |

### Cronologia presenze e reti in nazionale
| Cronologia completa delle presenze e delle reti in nazionale ― Burkina Faso | Cronologia completa delle presenze e delle reti in nazionale ― Burkina Faso | Cronologia completa delle presenze e delle reti in nazionale ― Burkina Faso | Cronologia completa delle presenze e delle reti in nazionale ― Burkina Faso | Cronologia completa delle presenze e delle reti in nazionale ― Burkina Faso | Cronologia completa delle presenze e delle reti in nazionale ― Burkina Faso | Cronologia completa delle presenze e delle reti in nazionale ― Burkina Faso | Cronologia completa delle presenze e delle reti in nazionale ― Burkina Faso |
| Data                                                                        | Città                                                                       | In casa                                                                     | Risultato                                                                   | Ospiti                                                                      | Competizione                                                                | Reti                                                                        | Note                                                                        |
| --------------------------------------------------------------------------- | --------------------------------------------------------------------------- | --------------------------------------------------------------------------- | --------------------------------------------------------------------------- | --------------------------------------------------------------------------- | --------------------------------------------------------------------------- | --------------------------------------------------------------------------- | --------------------------------------------------------------------------- |
| 14-11-2012                                                                  | El Jadida                                                                   | RD del Congo                                                                | 0 – 1                                                                       | Burkina Faso                                                                | Amichevole                                                                  | -                                                                           |                                                                             |
| Totale                                                                      |                                                                             | Presenze                                                                    | 1                                                                           |                                                                             | Reti                                                                        | 0                                                                           |                                                                             |

## Palmarès

### Club

#### Competizioni nazionali
- Campionato egiziano: 1

Zamalek: 2014-2015
- Coppa d'Egitto: 3

Zamalek: 2014-2015, 2015-2016, 2017-2018
- Supercoppa d'Egitto: 1

Zamalek: 2016
- Campionato iracheno: 1

Al-Shorta: 2018-2019